# Бжехово
Бжехово (пол. Brzechowo) — село в Польщі, у гміні Дробін Плоцького повіту Мазовецького воєводства.
Населення — 173 особи (2011).
У 1975-1998 роках село належало до Плоцького воєводства.

## Демографія
Демографічна структура станом на 31 березня 2011 року:
|          | Загалом | Допрацездатний вік | Працездатний вік | Постпрацездатний вік |
| -------- | ------- | ------------------ | ---------------- | -------------------- |
| Чоловіки | 85      | 26                 | 48               | 11                   |
| Жінки    | 88      | 20                 | 49               | 19                   |
| Разом    | 173     | 46                 | 97               | 30                   |